# Hooglede
Hooglede ist eine belgische Gemeinde in der Region Flandern mit 10.235 Einwohnern (Stand 1. Januar 2024). Sie besteht aus dem Hauptort und dem Ortsteil Gits.

## Lage und Verkehr
Vier Kilometer südöstlich liegt Roeselare, 20 Kilometer südöstlich Kortrijk; Brügge liegt 26 Kilometer nördlich, Gent 45 Kilometer ostnordöstlich und Brüssel etwa 90 Kilometer östlich von Hooglede.
Der nächste Autobahnanschluss befindet sich bei Ardooie an der A17. 

In Roeselare, Lichtervelde und Kortemark befinden sich die nächsten Regionalbahnhöfe und in Brügge und Gent halten auch überregionale Schnellzüge. 

Bei Ostende befindet sich ein Regionalflughafen und nahe der Hauptstadt Brüssel gibt es einen internationalen Flughafen.

## Sehenswürdigkeiten

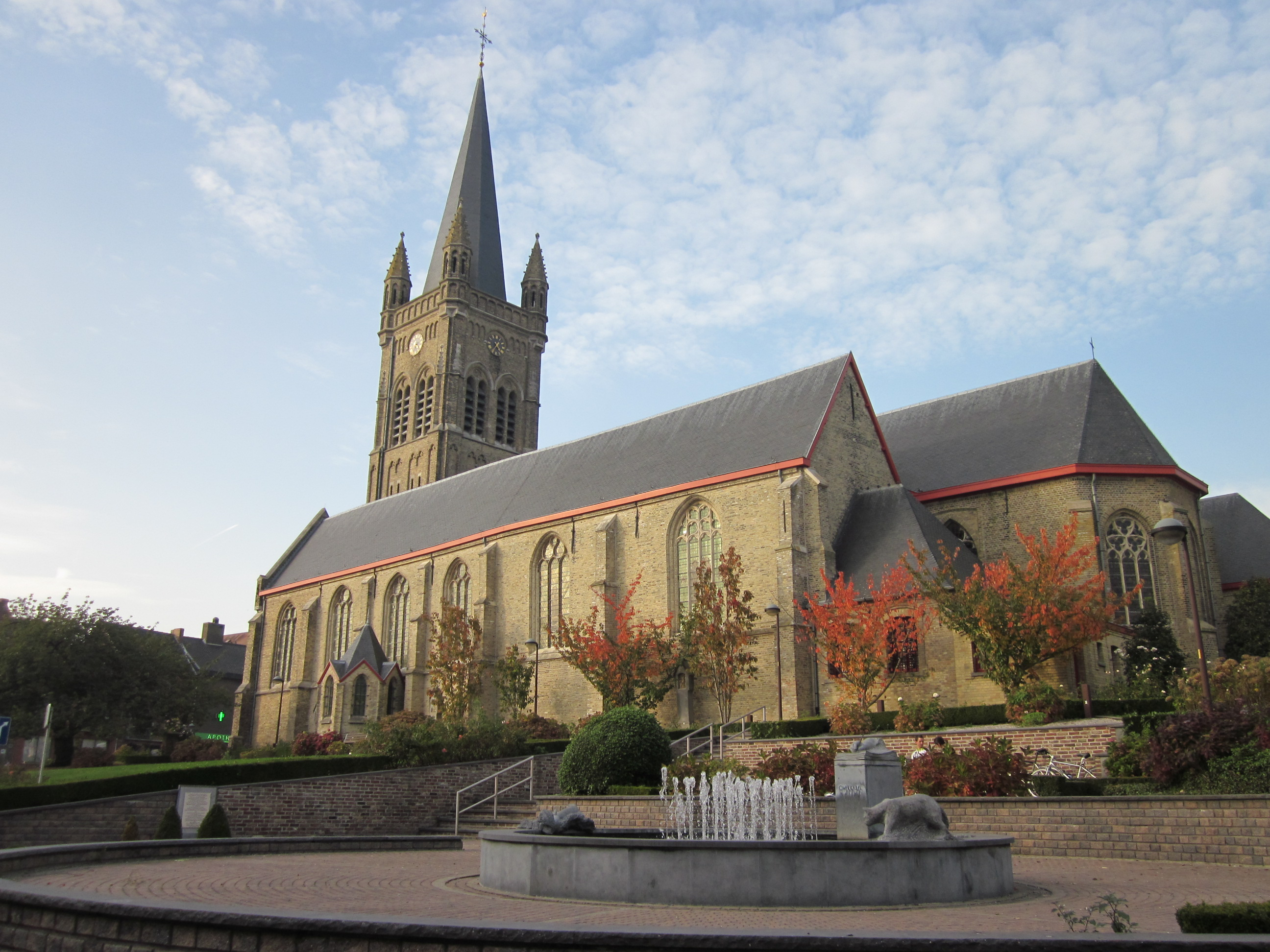
Sint-Amandskerk
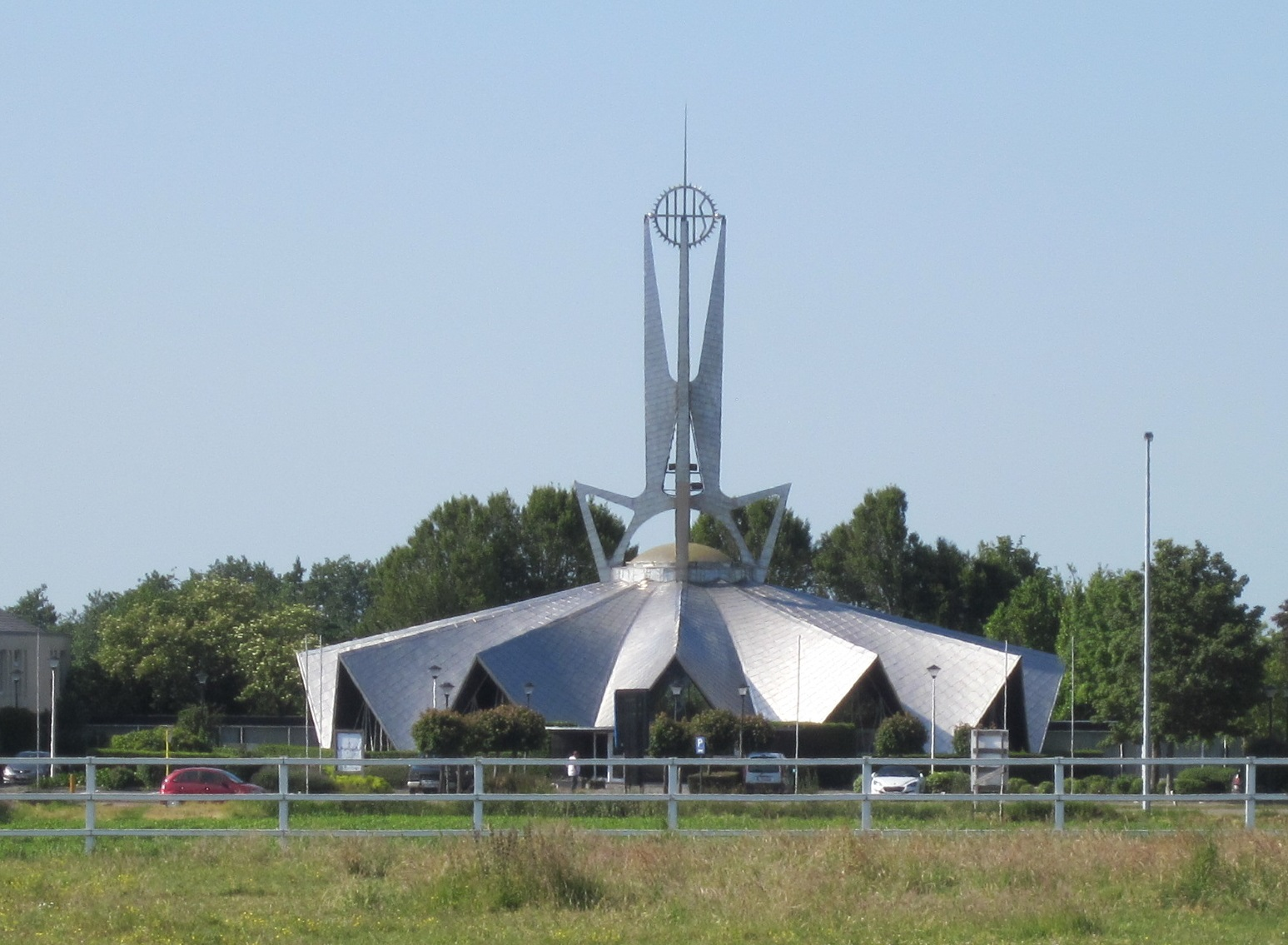
Christus-Koningkerk
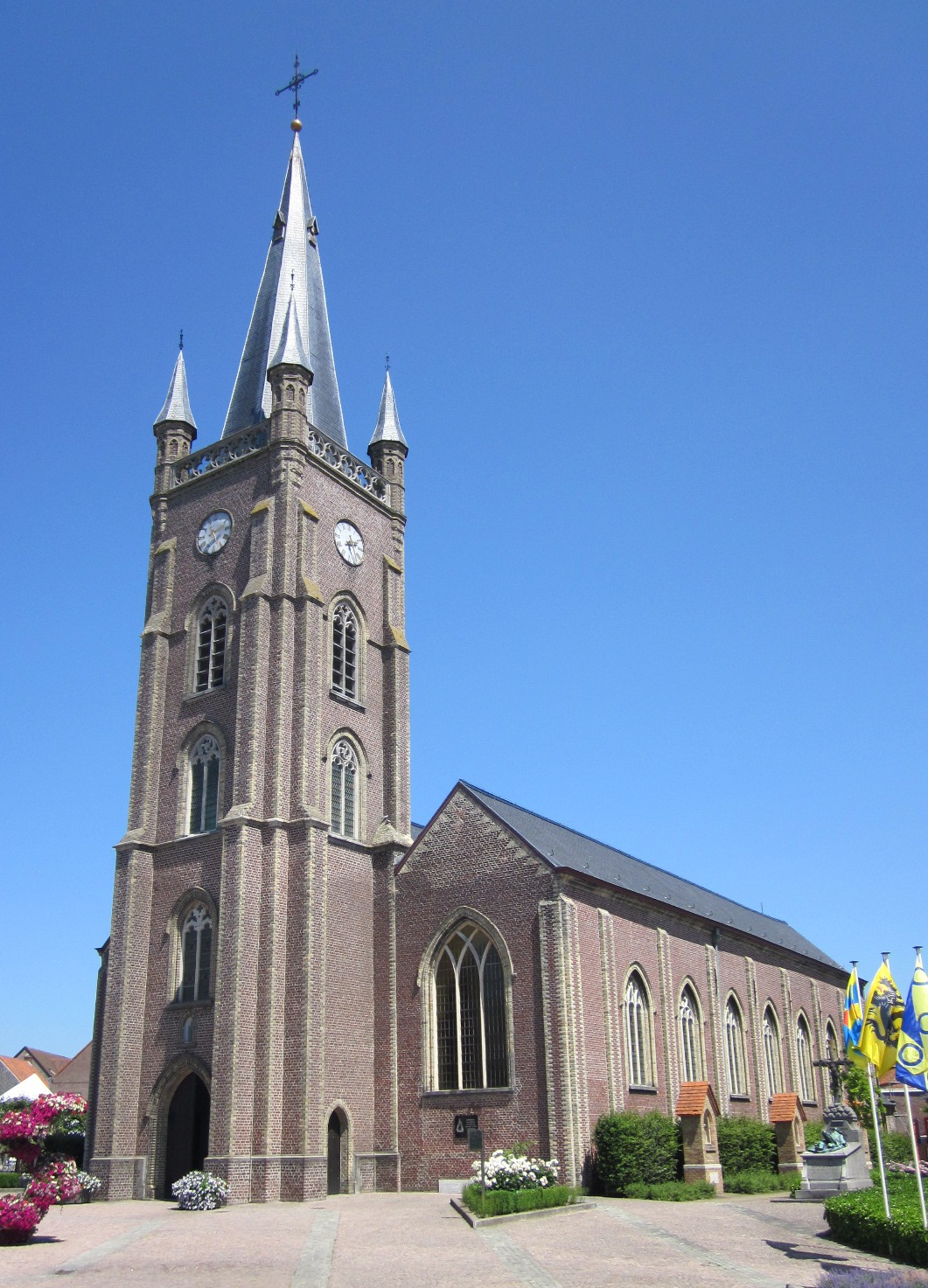
Sint-Jacob-de-Meerderekerk
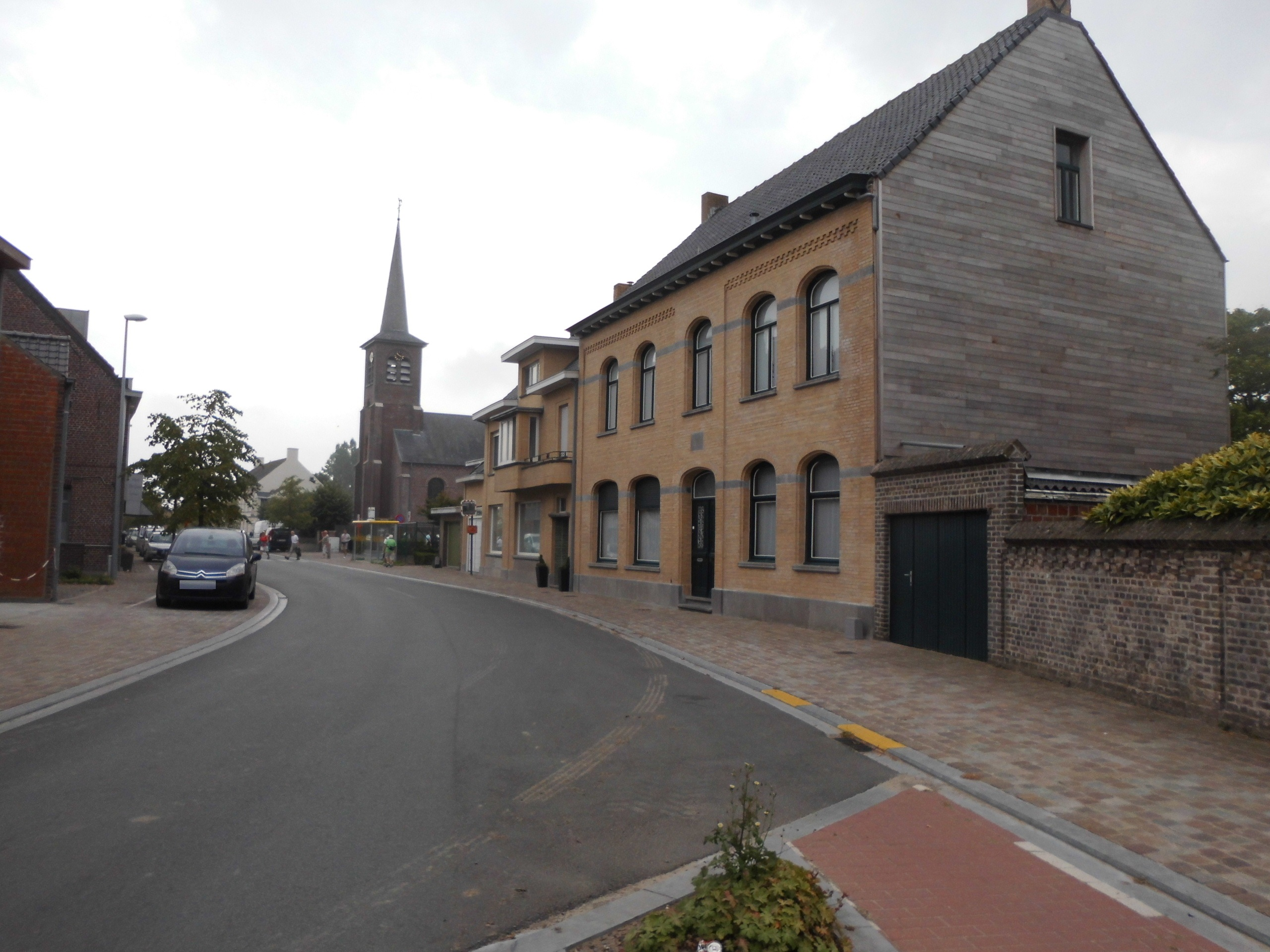
Sint-Jozefskerk
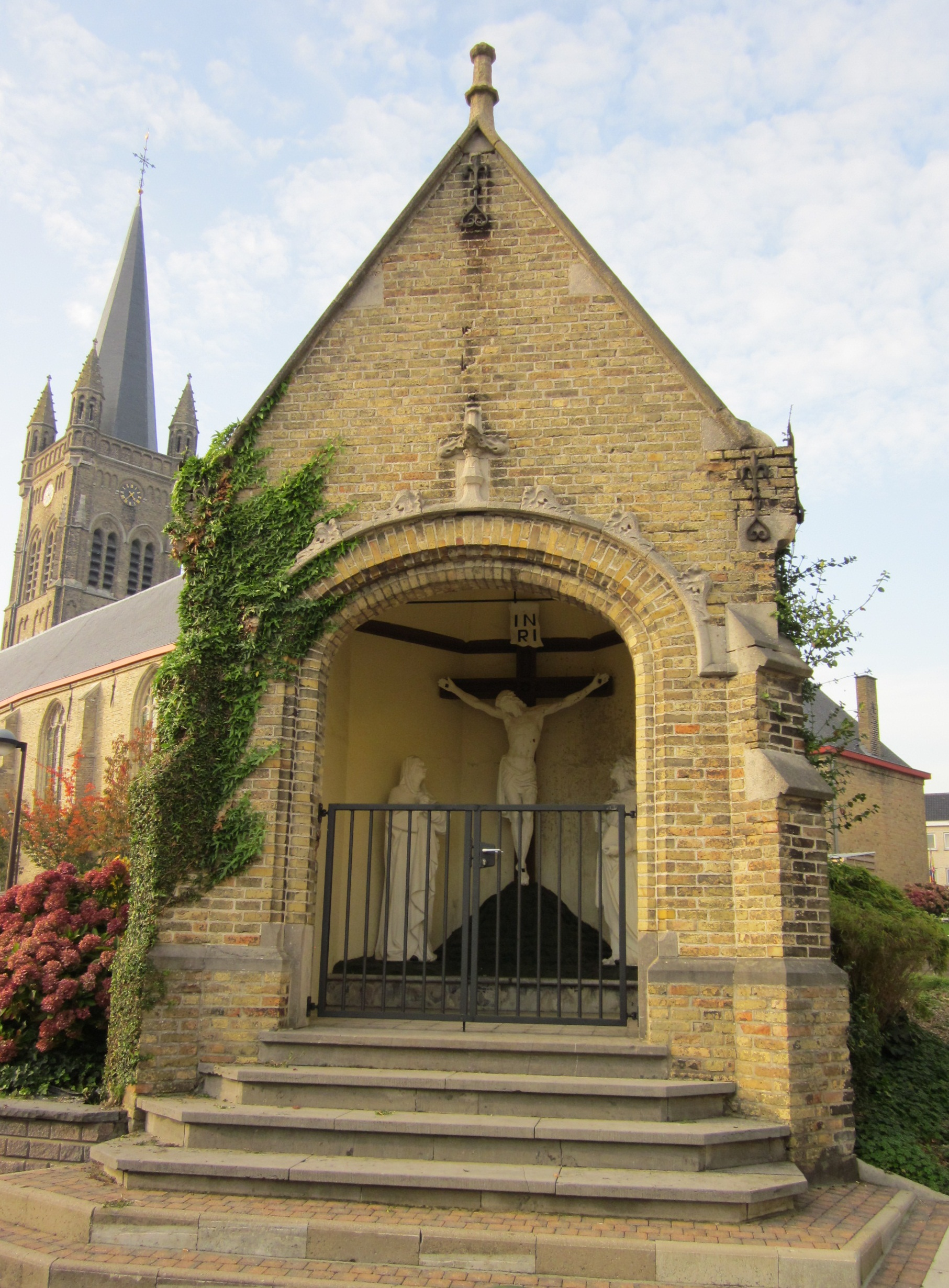
Grafkapel
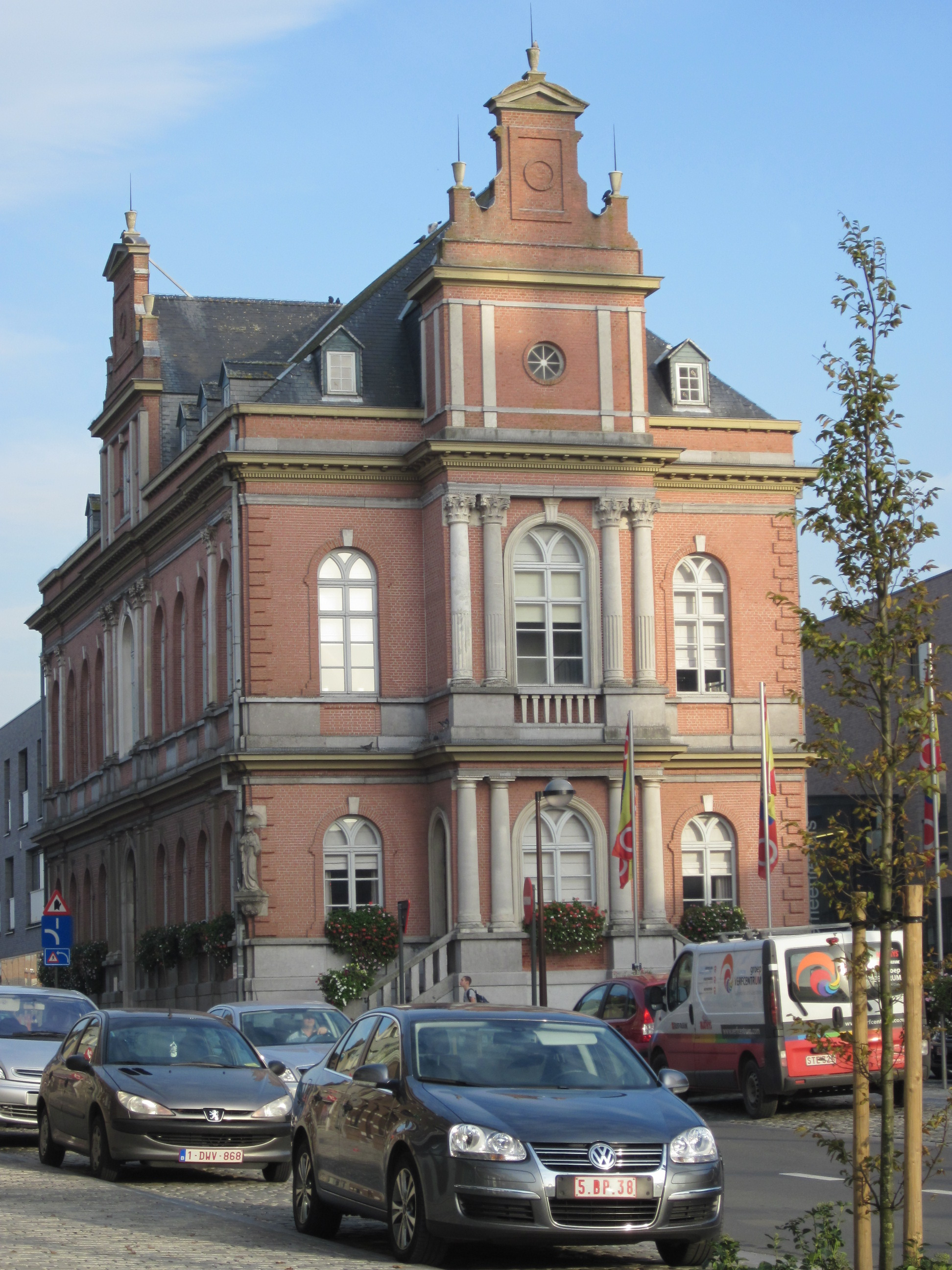
Rathaus
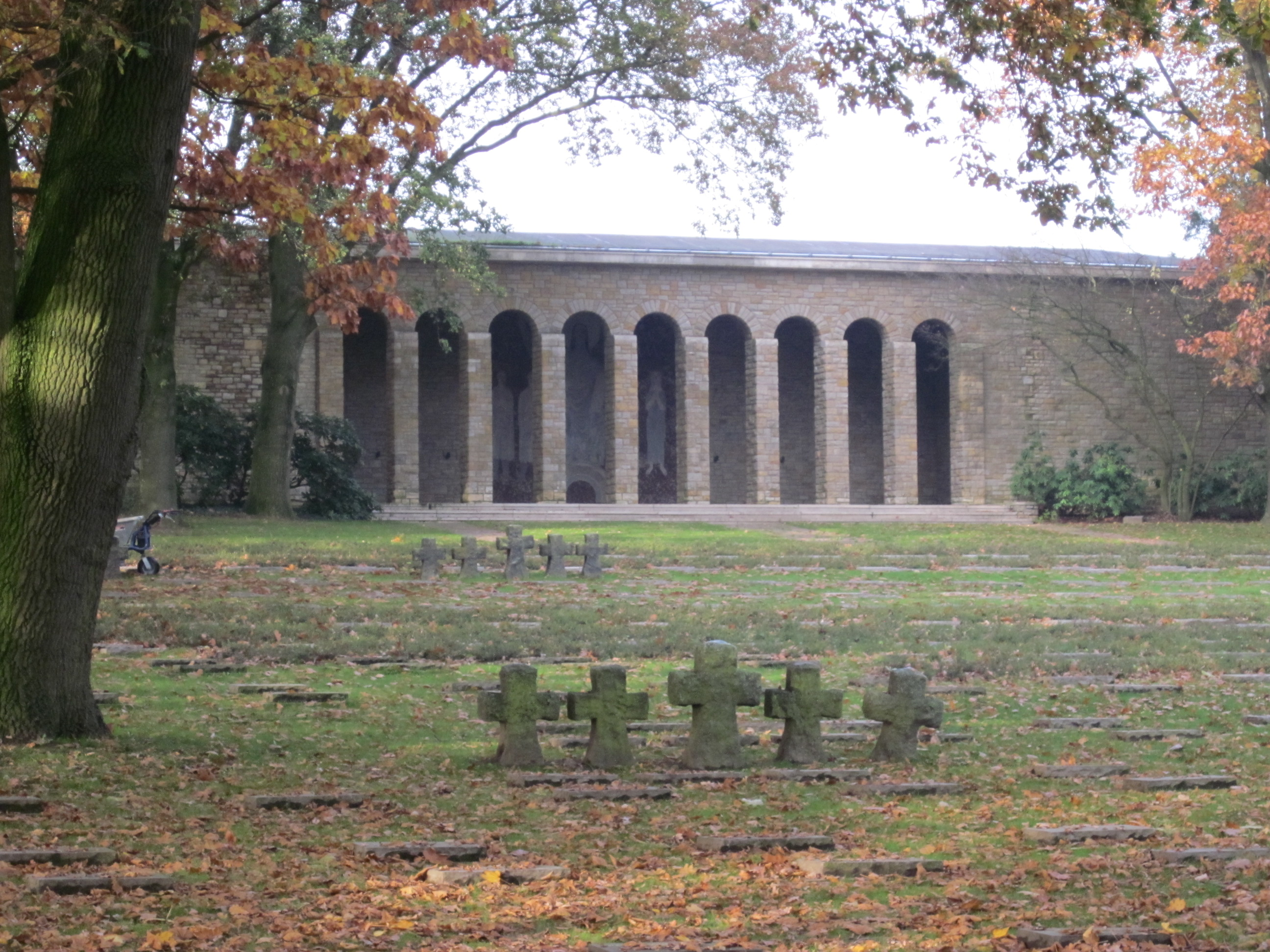
Deutscher Soldatenfriedhof des Ersten Weltkrieges

## Kriegsgräberstätte
In Hooglede liegt einer der vier noch erhaltenen deutschen Soldatenfriedhöfe aus dem Ersten Weltkrieg. Die anderen befinden sich in Vladslo, Langemark und Menen.

## Partnergemeinde
Hooglede ist seit 1988 verpartnert mit der Gemeinde Schnelldorf im deutschen Bundesland Bayern.

## Persönlichkeiten
- Camille Verfaillie (1892–1980), belgischer Geistlicher und Apostolischer Vikar von Stanley Falls